# Ajjanar

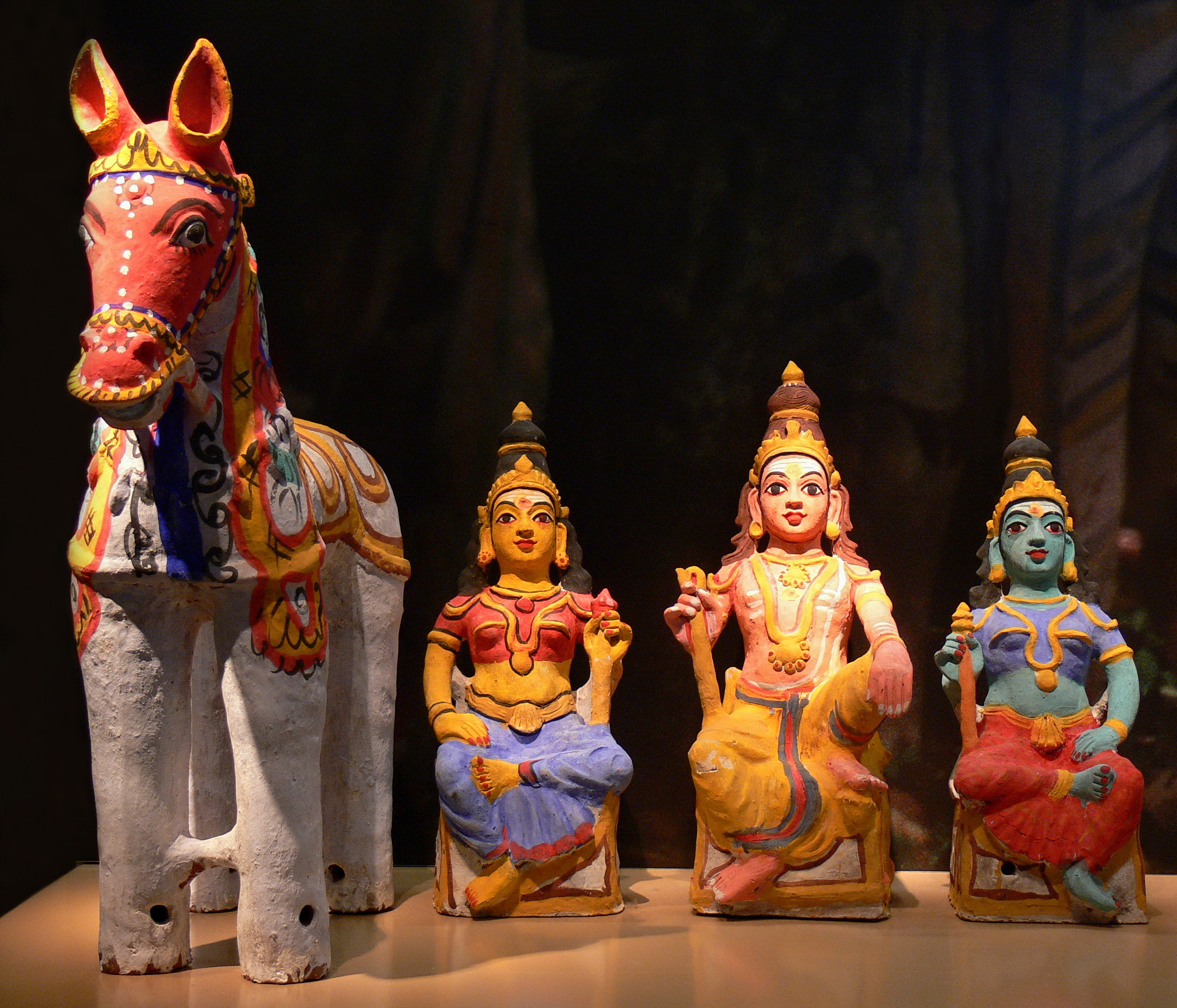
Figurki ofiarne związane z Aijanarem

Aijanar (tamil. ஐயனார்) – ludowe bóstwo hinduistyczne, popularne głównie na terenach tamilskojęzycznych, obrońca wsi i pól. Kult o niezbadanym pochodzeniu. Niekiedy utożsamiany z Ajjappanem z sąsiedniej Kerali.

## Ikonografia
Przedstawiany jako młodzieniec z sierpem i biczem, w towarzystwie dwóch sług, często dosiadający konia lub słonia. Ofiarowuje się mu figurki gliniane przedstawiające słonie, konie, braminów i służących.